# وايلدوود (نيوجيرسي)
وايلدوود (بالإنجليزية: Wildwood city, New Jersey)‏ هي مدينة تقع بولاية نيوجيرسي في الولايات المتحدة. تبلغ مساحتها 4.28 كم2، وترتفع عن سطح البحر 2.1336 م، بلغ عدد سكانها 5,325 نسمة في عام 2010 حسب إحصاء مكتب تعداد الولايات المتحدة وتصل الكثافة السكانية فيها 1,244.2 نسمة لكل كيلومتر مربع (3,222.5/ميل2).

## التركيبة السكانية
حدّد مكتب تعداد الولايات المتحدة بيانات التركيبة السكانية لوايلدوود في تعداد الولايات المتحدة. في ما يلي، التركيبة السكانية حسب تعدادي 2000 و2010.

### تعداد عام 2000
بلغ عدد سكان وايلدوود 5,436 نسمة بحسب تعداد عام 2000، وبلغ عدد الأسر 2,333 أسرة وعدد العائلات 1,273 عائلة مقيمة في المدينة. في حين سجلت الكثافة السكانية 1,270.1 نسمة لكل كيلومتر مربع (3,289.5/ميل2). وبلغ عدد الوحدات السكنية 6,488 وحدة بمتوسط كثافة قدره 1,515.9 لكل كيلومتر مربع (3,926.2/ميل2).
وتوزع التركيب العرقي للمدينة بنسبة 70.55% من البيض و16.65% من الأمريكيين الأفارقة و0.39% من الأمريكيين الأصليين و0.48% من الأمريكيين ذوي الأصول الآسيوية و0.15% من سكان جزر المحيط الهادئ و8.85% من الأعراق الأخرى و2.94% من عرقين مختلطين أو أكثر و17.62% من الهسبانيون أو اللاتينيون من أي عرق.
بلغ عدد الأسر 2,333 أسرة كانت نسبة 29.7% منها لديها أطفال تحت سن الثامنة عشر تعيش معهم، وبلغت نسبة الأزواج القاطنين مع بعضهم البعض 31.2% من أصل المجموع الكلي للأسر، ونسبة 17.7% من الأسر كان لديها معيلات من الإناث دون وجود شريك، بينما كانت نسبة 5.7% من الأسر لديها معيلون من الذكور دون وجود شريكة وكانت نسبة 45.4% من غير العائلات. تألفت نسبة 38.2% من أصل جميع الأسر من عدة أفراد يعيشون في نفس المنزل ونسبة 14.5% كانت تتألف من شخص يعيش بمفرده يبلغ من العمر 65 عاماً أو أكثر. وبلغ متوسط حجم الأسرة المعيشية 2.30، أما متوسط حجم العائلات فبلغ 3.06.
بلغ العمر الوسطي للسكان 35.5 عاماً. وكانت نسبة 25.4% من القاطنين تحت سن الثامنة عشر، وكانت نسبة 10.3% بين الثامنة عشر والرابعة والعشرين عاماً، ونسبة 27.3% كانت واقعةً في الفئة العمرية ما بين الخامسة والعشرين والرابعة والأربعين عاماً، ونسبة 21.6% كانت ما بين الخامسة والأربعين والرابعة والستين، ونسبة 14.1% كانت ضمن فئة الخامسة والستين عاماً فما فوق. يوجد لكل 100 أنثى 95.4 ذكر، ويوجد لكل 100 أنثى في الثامنة عشر من عمرها فما فوق 90.7 ذكر.
بلغ متوسط دخل الأسرة في المدينة 23,981 دولارًا، أما متوسط دخل العائلة فبلغ 28,288 دولارًا. وكان متوسط دخل الذكور 30,787 دولارًا مقابل 23,320 دولارًا للإناث. وسجل دخل الفرد الخاص بالمدينة 13,682 دولارًا. وكانت نسبة 20.2% من العائلات ونسبة 26.4% من السكان تحت خط الفقر، وكان من هؤلاء نسبة 39.7% تحت سن الثامنة عشر ونسبة 21.9% في الخامسة والستين من العمر وما فوق.

### تعداد عام 2010
بلغ عدد سكان وايلدوود 5,325 نسمة بحسب تعداد عام 2010، وبلغ عدد الأسر 2,251 أسرة وعدد العائلات 1,145 عائلة مقيمة في المدينة. في حين سجلت الكثافة السكانية 1,244.2 نسمة لكل كيلومتر مربع (3,222.5/ميل2). وبلغ عدد الوحدات السكنية 6,843 وحدة بمتوسط كثافة قدره 1,598.8 لكل كيلومتر مربع (4,140.9/ميل2).
وتوزع التركيب العرقي للمدينة بنسبة 68.04% من البيض و11.15% من الأمريكيين الأفارقة و0.73% من الأمريكيين الأصليين و0.79% من الأمريكيين ذوي الأصول الآسيوية و0.13% من سكان جزر المحيط الهادئ و16.24% من الأعراق الأخرى و2.91% من عرقين مختلطين أو أكثر و31.21% من الهسبانيون أو اللاتينيون من أي عرق.
بلغ عدد الأسر 2,251 أسرة كانت نسبة 25.9% منها لديها أطفال تحت سن الثامنة عشر تعيش معهم، وبلغت نسبة الأزواج القاطنين مع بعضهم البعض 29.5% من أصل المجموع الكلي للأسر، ونسبة 15.8% من الأسر كان لديها معيلات من الإناث دون وجود شريك، بينما كانت نسبة 5.6% من الأسر لديها معيلون من الذكور دون وجود شريكة وكانت نسبة 49.1% من غير العائلات. تألفت نسبة 40.7% من أصل جميع الأسر من عدة أفراد يعيشون في نفس المنزل ونسبة 14.2% كانت تتألف من شخص يعيش بمفرده يبلغ من العمر 65 عاماً أو أكثر. وبلغ متوسط حجم الأسرة المعيشية 2.27، أما متوسط حجم العائلات فبلغ 3.03.
بلغ العمر الوسطي للسكان 38.0 عاماً. وكانت نسبة 20.5% من القاطنين تحت سن الثامنة عشر، وكانت نسبة 10.4% بين الثامنة عشر والرابعة والعشرين عاماً، ونسبة 28.2% كانت واقعةً في الفئة العمرية ما بين الخامسة والعشرين والرابعة والأربعين عاماً، ونسبة 27.3% كانت ما بين الخامسة والأربعين والرابعة والستين، ونسبة 13.5% كانت ضمن فئة الخامسة والستين عاماً فما فوق. وتوزع التركيب الجنسي للسكان بنسبة 51.4% ذكور و48.6% إناث.

## وصلات خارجية
- الموقع الرسمي